# Detlef Hamer
Detlef Hamer (* 11. Mai 1942 in Schwerin; † 15. Juli 2013 in Rostock) war ein deutscher Redakteur, Publizist, Herausgeber und Autor.

## Leben
Detlef Hamer war das dritte von vier Kindern des aus Ostholstein stammenden Postbeamten Karl Hamer (1891–1966) und dessen Frau Liesbeth, geb. Viehstädt (1907–1986). Von 1949 bis 1959 besuchte Hamer gemeinsam mit seinem 14 Monate jüngeren Bruder – dem späteren Maler und Grafiker Hartwig Hamer – in Schwerin zunächst die Heinrich-Heine-Schule und ab 1957 die Theodor-Körner-Schule, die er nach der 10. Klasse mit dem Zeugnis der mittleren Reife beendete. Ab 1959 machte er eine Ausbildung zum Technischen Zeichner beim VEB Wasserwirtschaft Schwerin. Nach dem Ablegen des Abiturs an der Volkshochschule in Schwerin absolvierte er von 1964 bis 1968 ein Studium der Germanistik und Geschichte an der Philosophischen Fakultät der Universität Rostock – mit dem Examen in Literaturwissenschaft bei Hans-Joachim Bernhard. Nebenher hatte er zudem Vorlesungen in Kunstgeschichte bei Hermann Raum belegt. Bereits während des Studiums hatte er Rezensionen zu Aufführungen des Rostocker Volkstheaters für die Rostocker Tageszeitungen geschrieben. Es folgte ein Jahr als Lehrer an der Polytechnischen Oberschule Heinrich Heine in Gadebusch. 1969 übernahm er die Funktion des Kulturredakteurs bei der Norddeutschen Zeitung in Rostock, die er bis zur Einstellung des Blattes am 31. August 1990 innehatte.
Durch seine journalistische Tätigkeit und besonders auch privat war er in Verbindung zu zahlreichen bildenden Künstlern und Schriftstellern, etwa Tisa von der Schulenburg, Walter Kempowski, Armin Münch, Fritz Meyer-Scharffenberg, Otto Niemeyer-Holstein, Gerhard Marcks, Jo Jastram, Konrad Reich, Ronald Paris, Gerhard und Christa Wolf. Hamer wurde Organisator mehrerer Ausstellungen im Rahmen des Kulturbundes, so etwa 1979 zu Gerhard Marcks und 1981 mit dem  Grafiker Klaus Staeck.
Ab den 1990er Jahren war er Pressesprecher der Kassenärztlichen Vereinigung Mecklenburg-Vorpommerns (KVMV) und zugleich Redakteur des Journals, dem Mitteilungsblatt der KVMV.
Detlef Hamer  veröffentlichte neben seinen beruflichen Tätigkeiten vorwiegend Bücher und Beiträge zur Bildkunst aber auch Sachbücher zu touristischen Zielen. Er erhielt 1992 den Kulturpreis der Hansestadt Rostock und war 1993 Preisträger des Johannes-Gillhoff-Preises.

## Schriften (Auswahl)
- Sehnsucht nach den Kranichen. Gerhard Marcks in Niehagen. Projekte-Verlag Cornelius, Halle (Saale) 2012, ISBN 978-3-86237-852-4.
- Mein kurzes Leben. Seitenblicke eines Mecklenburgers. Projekte-Verlag Cornelius, Halle (Saale) 2012, ISBN 978-3-86237-846-3.
- Elmar Faber; Konrad Reich (Hrsg.): Hartwig Hamer – Licht und Landschaft. Sechs Originalradierungen und ein Begleittext von Detlef Hamer. (= Drucke der Sisyphos-Presse; 18), Faber & Faber, Leipzig 2008, ISBN 978-3-86730-081-0.
- Über den Dächern von Schwerin. Stadt der Seen und Wälder. Fotos von Reimer Wulf; Vorwort von Sebastian Kleinschmidt. Hinstorff, Rostock 2006, ISBN 3-356-01144-8.
- Gespräch mit Walter Kempowski. In: Sinn und Form. Band 58, Nr. 2, Akademie der Künste, Berlin 2006, ZDB-ID 211635-2, S. 231–241.
- Über Rostock und Warnemünde. mit Reimer Wulf, Vorwort von Walter Kempowski, Reich, Rostock 2004, ISBN 3-86167-128-X.
[Englische Ausgabe u.d.T.: Above Rostock and Warnemünde.]
- Ich kann nicht schweigen! Tisa von der Schulenburg in Mecklenburg. Zeichnungen und Dokumente. Mecklenburgisches Künstlerhaus Schloss Plüschow (Hrsg.), Konrad Reich, Rostock 2003, ISBN 3-86167-126-3.
- Rostock & Ostseebad Warnemünde. Mit Angelika Heim. Konrad Reich, Rostock 1996, [6. erw. und erg. Aufl.] ISBN 3-86167-014-3.
[5. Aufl. u.d.T.: Rostock und Warnemünde. Innenansichten.]
- Brüche einer Biographie – Tisa von der Schulenburg. Stock & Stein, Schwerin 1995, ISBN 3-910179-60-6.
- Ahrenshooper Bilderreigen. Verl. Atelier im Bauernhaus, Fischerhude 1995, ISBN 3-88132-244-2.
- Fischland – Darss – Zingst. Land zwischen Meer und Bodden Mit Angelika Heim. Ed. Temmen, Bremen 1995, [Überarb. Neuausg.] ISBN 3-86108-426-0.
- Fischland, Darss, Prerow & Zingst. Reich, Rostock 1991, 2. Aufl.
- Rostock – so wie es war. Teil 2, mit Joachim Lehmann, Droste, Düsseldorf 1998, ISBN 3-7700-1102-3.
- Rostock – so wie es war. Teil 1, mit Joachim Lehmann, Droste, Düsseldorf 1992, ISBN 3-7700-0979-7.
- Gerhard Marcks. Zeichnungen, Lithographien, Holzschnitte – eine Ausstellung zum 90. Geburtstag. Kulturbund der DDR, Bezirksleitung Rostock (Hrsg.). [Red.: Detlef Hamer], Rostock, 1979.
- Brecht-Rezeption bei Peter Weiss. („Marat“). Univ. Rostock, Germ. Inst. 1967.[6]

Herausgeber
- Hartwig Hamer – Meine Landschaft – grafische Blätter. Mit einem Werkverzeichnis der Radierungen. Gerhard Wolf Janus-Press, Berlin 2003, ISBN 3-928942-71-9.
- Von Ahrenshoop bis Antwerpen. Hundert ausgewählte Skizzen von Hartwig Hamer. Mit einem Essay von Hela Baudis. Konrad Reich Verlag, Rostock 2003. ISBN 978-3-86167-124-4.
- Himmel. Erde. Horizonte. Monographie zum Werk des Aquarellisten, Zeichners und Radierers Hartwig Hamer. mit Beiträgen von Diether Schmidt. Gerhard Wolf Janus Press, Berlin 1999, ISBN 3-928942-62-X.
- Nähe und Weite. Bilder aus Norddeutschland – Hartwig Hamer. Mit einem Essay von Sebastian Kleinschmidt. Stock & Stein, Schwerin 1996.
- Gerhard Marcks. Bilder aus Niehagen, Briefe nach Mecklenburg. Hinstorff Verlag, Rostock 1989, ISBN 3-356-00250-3.